# Chiloterus
Chiloterus là một chi thực vật có hoa trong họ, Orchidaceae.